# Exaltații
Exaltații este un serial de animație canadian produs de Fresh TV Serialul este creat și produs executiv de Jennifer Pertsch și Tom McGillis. A avut premiera pe 25 iunie 2009. Serialul a fost difuzat pe Teletoon în Canada, Cartoon Network în Statele Unite și pe Disney Channel în Europa Centrală și de Est. Serialul are în comun aceiași producători care au creat 6teen și Insula Dramei Totale.

## Rezumat
Exaltații este o poveste condusă de situații comice despre un grup care se întâlnește o vară pe legendara insulă Sunset, Columbia Britanică pentru a experimenta visul suferilor. Emma, Reef și Fin se alătură locuitorilor Broseph, Lo, și frații ei George, Ty și Johnny pentru a lucra la Surfer's Paradise Ridgemount Resort. Ei au aflat mai târziu că de fapt locurile lor de muncă sunt cele mai rele, uniforme urâte, respect zero, o casă dărăpănată pentru ceilalți angajați. Pentru doisprezece săptămâni, ei vor petrece prima vară departe de casă și prima vară în care au muncit cel mai mult, dar cel mai important este că au oportunitatea să facă surf în zilele lor libere.

## Episoade

### Canada
| Sezon     | Episoade | Data de apariție   | Data de sfârșit  |
| --------- | -------- | ------------------ | ---------------- |
| Sezonul 1 | 26       | 25 iunie 2009      | 3 iunie 2010     |
| Sezonul 2 | 26       | 16 septembrie 2010 | 26 ianuarie 2013 |

## Difuzare
| Țară                                        | Program                               | Data premierei                                                                             |
| ------------------------------------------- | ------------------------------------- | ------------------------------------------------------------------------------------------ |
| Canada                                      | Teletoon                              | 25 iunie 2009                                                                              |
| Statele Unite ale Americii                  | Cartoon Network                       | 16 iulie 2009                                                                              |
| Brazilia Mexic Argentina Venezuela Columbia | Boomerang Cartoon Network             | 3 august 2010                                                                              |
| Regatul Unit Irlanda                        | Disney XD                             | 24 aprilie 2010                                                                            |
| Polonia                                     | Disney XD                             | 1 mai 2010                                                                                 |
| Ungaria Cehia Slovacia                      | Disney Channel                        | 10 mai 2010 (10 episoade)                                                                  |
| România                                     | Disney Channel România Megamax        | 1 septembrie 2010 (26 episoade) Disney Channel România ianuarie 2014 (52 episoade) Megamax |
| Bulgaria                                    | Disney Channel Bulgaria               | 1 septembrie 2010                                                                          |
| Africa de Sud                               | Disney Channel Africa de Sud          | 10 mai 2010                                                                                |
| Țările de Jos · Belgia                      | Disney Channel (Netherlands/Flanders) | 7 iunie 2010                                                                               |
| Țările de Jos                               | Disney XD (Netherlands)               | 3 iulie 2010                                                                               |
| Italia                                      | Disney XD                             | 21 iunie 2010                                                                              |
| Finlanda                                    | YLE TV2                               | 25 iunie 2010                                                                              |
| Australia                                   | ABC3                                  | 2 septembrie 2010                                                                          |

## Dublaj în limba română

### Ager Film (sezonul 1)
| Caracter  | Voce              |
| --------- | ----------------- |
| Reef      | Florian Ghimpu    |
| Fin       | Adina Lucaciu     |
| Johnny    | Cosmin Șofron     |
| Emma      | Tamara Roman      |
| Lo        | Elena Chiseliță   |
| alte voci | Raluca Dinculescu |
| alte voci | Lari Giorgescu    |
| alte voci | Șerban Pavlu      |
| alte voci | Alexandra Vodanu  |
| alte voci | Anca Sigartău     |
| alte voci | Ioana Ifrim       |
| alte voci | Vlad Ceaușu       |
| alte voci | Răzvan Ceaușu     |
| alte voci | Tudor Dobrescu    |

### Studiourile BTI (sezoanele 1-2)
| Caracter        | Voce            |
| --------------- | --------------- |
| Broseph         | Paul Zurbău     |
| Reef            | Adrian Locovei  |
| Johnny          | Sorin Ionescu   |
| Fin             | Anda Tămășanu   |
| Emma            | Alina Leonte    |
| Lo              | Iulia Tohotan   |
| Bummer          | Florian Silaghi |
| D-na Ridgemount | Gabriela Codrea |
| D-l Ridgemount  | Adrian Moraru   |
| D-l Ridgemount  | Sebastian Lupu  |
| Ripper          | Richard Balint  |